# Damien Gaudin
Damien Gaudin (Beaupréau, Maine i Loira, 20 d'agost de 1986) fou un ciclista francès, professional des del 2008 fins al 2021. Especialista en pista, en el seu palmarès destaquen nombrosos campionats nacionals de persecució, puntuació i americana.
En carretera destaca la victòria a la París-Roubaix sub-23 de 2007 i, sobretot, en el pròleg inicial de la París-Niça del 2013.

## Palmarès en ruta
- 2003
  - 1r a la Chrono des Herbiers júnior
- 2006
  - Vencedor d'una etapa del Circuit de les Tres Províncies
- 2007
  - 1r a la París-Roubaix sub-23
- 2013
  - Vencedor d'una etapa a la París-Niça
  - 1r al Gran Premi Cholet-País del Loira
- 2017
  - 1r a la Tro Bro Leon
  - Vencedor d'una etapa al Tour de Normandia
  - Vencedor d'una etapa al Tour de Bretanya
  - Vencedor d'una etapa a la Volta a Luxemburg
  - Vencedor d'una etapa a la Volta a Portugal
- 2018
  - Vencedor d'una etapa a la Volta a Luxemburg

### Resultats a la Volta a Espanya
- 2009. 139è de la classificació general
- 2014. 132è de la classificació general

### Resultats al Giro d'Itàlia
- 2010. 136è de la classificació general

### Resultats al Tour de França
- 2015. 146è de la classificació general
- 2018. 140è de la classificació general

## Palmarès en pista
- 2002
  -  Campió de França de puntuació cadet
- 2006
  -  Campió de França de la cursa americana, amb Thibaut Mace
  -  Campió de França de puntuació sub-23
  -  Campió de França de persecució sub-23
- 2007
  -  Campió de França de persecució sub-23
- 2008
  -  Campió de França de persecució per equips
  -  Campió de França de la cursa americana, amb Sébastien Turgot
- 2009
  -  Campió de França de persecució
  -  Campió de França de persecució per equips
- 2010
  -  Campió de França de persecució
  -  Campió de França de persecució per equips
  -  Campió de França de la cursa americana, amb Benoît Daeninck
- 2011
  -  Campió de França de persecució per equips
- 2012
  -  Campió de França de persecució